# Tobia/Occhi senza lacrime
Tobia/Occhi senza lacrime è un singolo della cantante italiana Cocky Mazzetti pubblicato nel 1962 dalla casa discografica Primary.

## Descrizione
La cantante con entrambi i brani partecipa al Festival di Sanremo 1962.
Il brano Tobia è stato presentato al Festival di Sanremo 1962 in doppia esecuzione con Joe Sentieri non arrivando alla serata finale.
Il brano Occhi senza lacrime è stato presentato al Festival di Sanremo 1962 in doppia esecuzione con Pierfilippi non arrivando alla serata finale.

## Tracce
1. Tobia (Di Alberto Testa, Carlo Donida e Mogol)
2. Occhi senza lacrime (Di Eros Macchi, e Grettici)